# Баб ел Џабија
Баб ел Џабија (арап. باب الجابية‎; Капија воденог корита) је једна од седам древних градских капија Дамаска, Сирија. Током римске ере капија је посвећена Марсу. Баб ел Џабија је био главни улаз на западну страну града. Капија се отвара код места познатог ка Медат Пашин Сук (сук-пијачна четврт), који је модерна западна половина улице назване Права улица, римска артерија у правцу исток-запад (decumanus), која га још увек повезује са Баб Шаркиром (Римска "Капија сунца").Садашње име капије датира из омејадског периода и долази од имена Џабија са Голанске висоравни, по називу некадашњег главног града Гасанида, савезника Римског царства и Византијског царства.

## Историја
Током римског времена капија је била типична трипартитна капија са три улаза; централни коловоз за возила на точковима, са два улаза за пешаке. Близу капије је некад стајало Римски Храм Јупитера и Позориште Ирода Великог (модерни Баит ел Акад).
Дамаск је освојен током муслиманске инвазије у рашидунском периоду. Током опсаде Дамаска, муслимански генерал Абу Убаида ибн ел Џарра, мирно је ушао у Дамаску кроз ову капију 18. септембра 634. године. Сусрео је снаге Халида ибн ел Валида, које су силом ушли из града Баб Шарки, на пола пута у улици названој Дамаска права улица, близу данашње Маријамске катедрале у Дамаску.Под муслиманском владом, капија је делимично блокирана, осим малог пешачког отвора. Обновљена је током владавине Нур ад Дин Зангиа, а као датум је уписан 567. Хиџра (1171-1172). Други натписи откривају да је поново реновирана под Ајубидским султаном Ел Маликом ел Му'азамом, а опет под Мамелуцима у 687. Хиџри (1288-1289).